# Николај Черних
Николај Степанович Черних (рус. Николай Степанович Черных; 6. октобар, 1931 — 26. мај, 2004) је био совјетски, литвански и руски астроном.
Рођен је у граду Узман у Вороњешкој области. Специјализовао се за астрометрију и динамику малих тијела у сунчевом систему и радио је у кримској астрофизичкој опсерваторији (познатој под именом Научниј) од 1963.
Познат је по открићу 2 периодичка комета и врло великог броја астероида.